# 三室戸陳光
三室戸陳光（みむろどかたみつ、文化2年（1805年）9月29日 - 明治19年（1886年））は、幕末から明治時代にかけての公卿。
安政5年（1858年）、日米修好通商条約締結に反対し、廷臣八十八卿列参事件に参加した。

## 官歴
- 文政元年（1818年）：従五位下
- 文政2年（1819年）：越中権介
- 文政5年（1822年）：従五位上
- 文政9年（1826年）：正五位下
- 天保元年（1830年）：従四位下
- 天保5年（1834年）：従四位上、大蔵大輔
- 天保9年（1838年）：正四位下
- 天保13年（1842年）：従三位
- 弘化3年（1846年）：正三位
- 慶應2年（1866年）：従二位、参議
- 明治元年（1868年）：致仕

## 系譜
- 実父：藤波寛忠
- 養父：三室戸能光
- 兄：藤波光忠
- 兄：澤量行
- 子：三室戸雄光
- 子：三室戸和光
- 子：河辺長量
- 子：河辺教長
- 子：三室戸治光